# A Mummers’ Dance Through Ireland
A Mummers’ Dance Through England – kompilacja utworów Loreeny McKennitt z 2009 r., wydana nakładem Quinland Road. Wydana z okazji irlandzkiego święta świętego Patryka, płyta zawiera zestaw utworów o tematyce irlandzkiej.

## Spis utworów
W nawiasie obok utworu podano tytuł albumu, z którego pochodzi dany utwór:
- 1. Bonny Portmore – 4:20 (The Visit)
- 2. Stolen Child – 5:05 (Elemental)
- 3. Huron 'Beltane' Fire Dance – 4:20 (Parallel Dreams)
- 4. She Moved Through The Fair – 4:05 (Elemental)
- 5. Dickens' Dublin (The Palace) – 4:40 (Parallel Dreams)
- 6. The Mummers’ Dance (Single) – 4:00 (The Book Of Secrets)
- 7. Come By The Hills – 3:05 (Elemental)
- 8. The Lark In The Clear Air – 2:06 (Elemental)
- 9. The Old Ways 5:44 – (The Visit)
- 10. Never-Ending Road (Amhrán Duit) – 5:54 (An Ancient Muse)